# クヌーズ・レーヴァート
クヌーズ・レーヴァート（デンマーク語: Knud Lavard, 1096年3月12日 - 1131年1月7日）は、デンマーク王子。シュレースヴィヒ公となり、デンマークと神聖ローマ帝国にまたがる領土の領主としてその両方の臣下となった。クヌーズは従弟マグヌス（後のスウェーデン王マグヌス1世）に暗殺されたが、マグヌスはクヌーズをデンマーク王位継承の対抗者とみなしていた。クヌーズは1170年に列聖された。
クヌーズはヴァルデマー1世の父であり、ヴァルデマー2世の祖父である。

## 生涯
クヌーズはデンマーク王エーリク1世（1103年没）と妃ボーディルとの間の息子であったが、1104年のデンマーク王選出の際には幼少であったため候補者から外された。クヌーズはヴィーゼ家の一族と共に育ち、ヴィーゼ家は後にクヌーズの最も忠実な支持者となった。1115年、叔父ニルスは、オボトリート族からの攻撃を終わらせるためクヌーズをシュレースヴィヒ公（jarl af Sønderjylland）とした。その後15年間、クヌーズは国境地域の平和を確立する役割を十分に果たし、ホルシュタイン公（Hertug af Holsten）となり、神聖ローマ帝国の臣下となった。
クヌーズは自身の称号をシュレースヴィヒ公（Hertug af Slesvig）と変更したことから、中世ドイツの騎士道的理想と習慣に魅了された最初のデンマーク王族であったようである。クヌーズはその風貌から人気があり、叔父の後継者とみなされていたが、一方でデンマーク王族および貴族の敵も多く、彼らはクヌーズの忠誠心と皇帝ロタール3世との関わりを恐れていた。皇帝ロタール3世はクヌーズを西部のヴェンド人の統治者とみなしていた。
ニルスおよびその息子マグヌスも、クヌーズと皇帝との関係を警戒していたようである。1131年1月7日、クヌーズはシェラン島のリングステズ近くのハーラルステズの森で捕らえられ、マグヌスに殺された。リングステズ修道院はデンマークで最も早くに創建されたベネディクト会修道院の一つで、クヌーズの遺体は最初はこの修道院に埋葬された。1157年、クヌーズ・レヴァートの遺体はリングステズの聖ベント教会の新礼拝堂に移された。中世に教会（クヌーズ・レーヴァート教会）がクヌーズの殺された場所に建てられたが、宗教改革ののち消失した。1883年にその廃墟が見つかった。1902年、クヌーズの殺された場所の近くに4メートルの十字架の記念碑が建てられた。
クヌーズ・レーヴァートの死後、オボトリート族の領地は2人の族長プリビスラフとニクロトの間で分割された。いくつかの文献では、クヌーズを殺害したのはマグヌスの命を受けた暗殺者によるものとし、また別の文献ではニルス自身によるものとしている。クヌーズの死は断続的に1157年まで続く内戦を引き起こし、それはクヌーズの死後生まれた息子ヴァルデマー1世の勝利によりようやく終結した。クヌーズの暗殺および息子ヴァルデマー1世の即位が1170年のクヌーズが列聖につながったが、この列聖はヴァルデマー1世が要請したことであった。クヌーズの聖名祝日は命日の1月7日である。

## 子女
クヌーズ・レーヴァートはムスチスラフ1世とスウェーデン王女クリスティーナとの娘インゲボルガと結婚し、4人の子女をもうけた。
- マルガレーテ - スティー・ヴィーゼと結婚、スウェーデン王カール7世の王妃クリスティーナの母。
- クリスティン（1118年頃 - 1139年） - 1133年にノルウェー王マグヌス4世と結婚[15]
- カタリーナ - ニクロトの息子プリスラフと結婚[16]
- ヴァルデマー1世（1131年 - 1182年） - デンマーク王（1146年 - 1182年）